# Cylindromyia interrupta
Cylindromyia interrupta är en tvåvingeart som först beskrevs av Johann Wilhelm Meigen 1824.  Cylindromyia interrupta ingår i släktet Cylindromyia och familjen parasitflugor. Arten är reproducerande i Sverige. Inga underarter finns listade i Catalogue of Life.